# ال اسمیت
'آلفرد امانوئل "ال" اسمیت (انگلیسی: Al Smith؛ ۳۰ دسامبر ۱۸۷۳ – ۴ اکتبر ۱۹۴۴) یک سیاست‌مدار اهل ایالات متحده آمریکا بود. وی به مدت پنج سال فرماندار ایالت نیویورک بود.